# Augustovo forum
Augustovo forum (latinsky Forum Augustum, italsky Foro di Augusto) je významná starořímská památka, jedno z císařských fór v Římě, postavené císařem Augustem (vládl 27 př. n. l.–14). Jeho součástí je i chrám Marta Ultora. 
Nedokončené fórum a jeho chrám byly po čtyřiceti letech výstavby slavnostně otevřeny v roce 2 př. n. l. Stavbu komplikovaly spory o pozemky, které Augustus nechtěl vyvlastňovat násilím. Pozemkový problém je dodnes patrný z půdorysu památky. Od blízké a přelidněné čtvrti Suburra bylo fórum odděleno vysokou obvodovou zdí, jež měla bránit šíření častých požárů. Je vysoká až 33 metrů. V roce 19 n. l. přistavěl císař Tiberius dva triumfální oblouky po obou stranách chrámu na počest Drusa mladšího a Germanika a jejich vítězství v Germánii. 
Fórum bylo zaplněno pestrou škálou různých soch. Nejpozoruhodnější byly sochy Augusta v plné vojenské výstroji uprostřed fóra a sochy Marta a Venuše v chrámu. Celkem se zde nacházelo 108 portrétních soch s nápisy o úspěších každého zobrazeného jednotlivce. Sochy se nedochovaly, ale řada nápisů ano, takže víme, že zde měly sochu například Marcus Furius Camillus, Appius Claudius Caecus, Gaius Duilius, Quintus Fabius Maximus Cunctator, Marcus Claudius Marcellus, Scipio Africanus, Cato starší, Marcus Aemilius Lepidus, Lucius Aemilius Paullus Macedonicus, Scipio Aemilianus, Gaius Marius, Sulla nebo Lucullus. 
Kultický význam místa patrně poklesl s vysvěcením Traiánova fóra v roce 112. Je známo, že určité úpravy místa udělal ještě císař Hadrianus (vládl 117–138), poté historické zprávy mizí, poslední zmínka pochází z roku 395. Archeologický výzkum prokázal, že stavby na fóru byly systematicky rozebírány od první poloviny 6. století, možná proto, že byly poškozeny při zemětřesení nebo válkou. Augustovo fórum bylo mezi prvními velkými veřejnými stavbami Říma, které zanikly. V 9. století byl na pódiu zříceného chrámu postaven baziliánský klášter. V 10. století bylo fórum tak přeplněné ruinami, jimiž prorůstala vegetace, že mu místní obyvatelé dali jméno Hortus mirabilis (Nádherná zahrada).

## Galerie

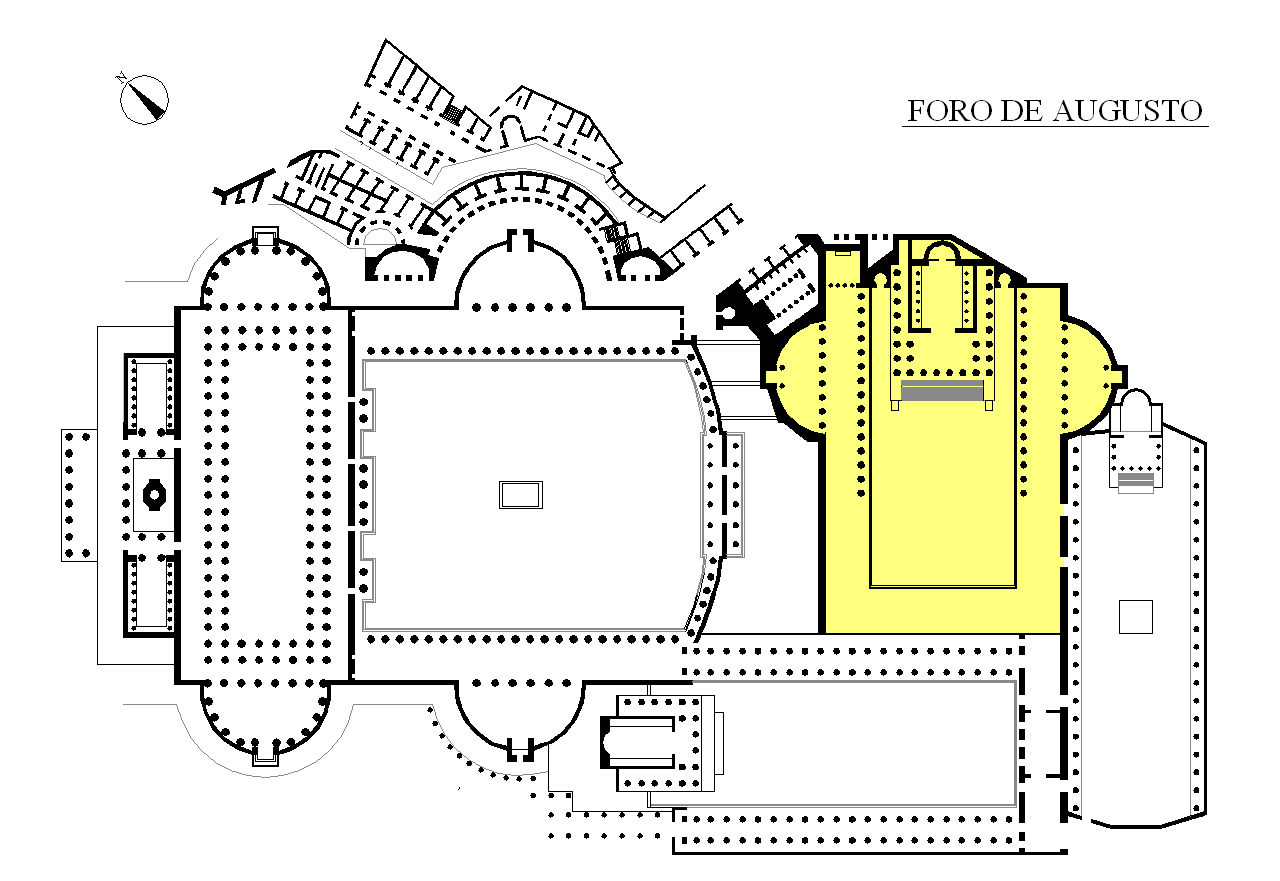
Poloha Augustova fora mezi císařskými fory (žlutě)
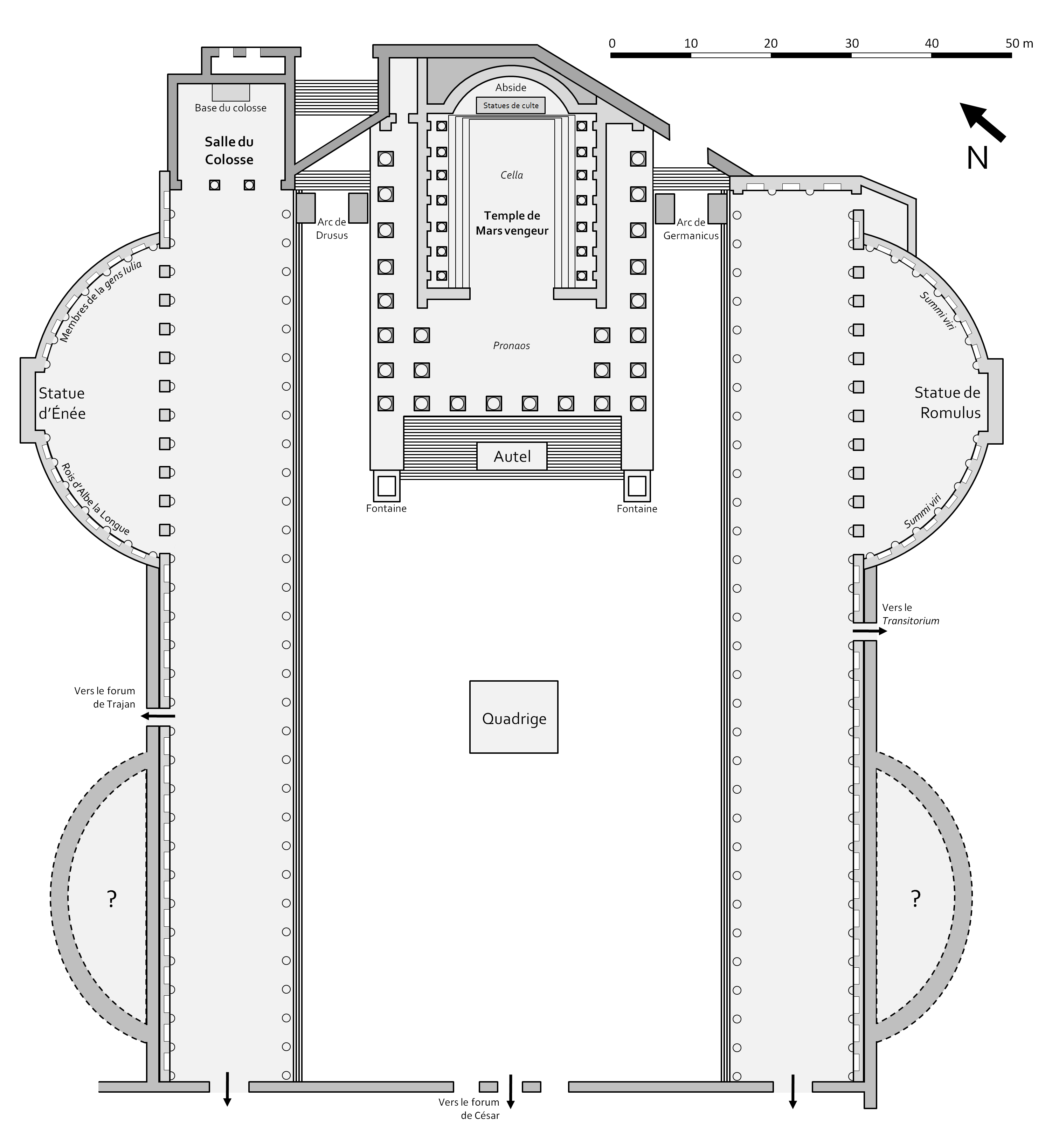
Plán fora s triumfálními oblouky Germanica a Drussa mladšího
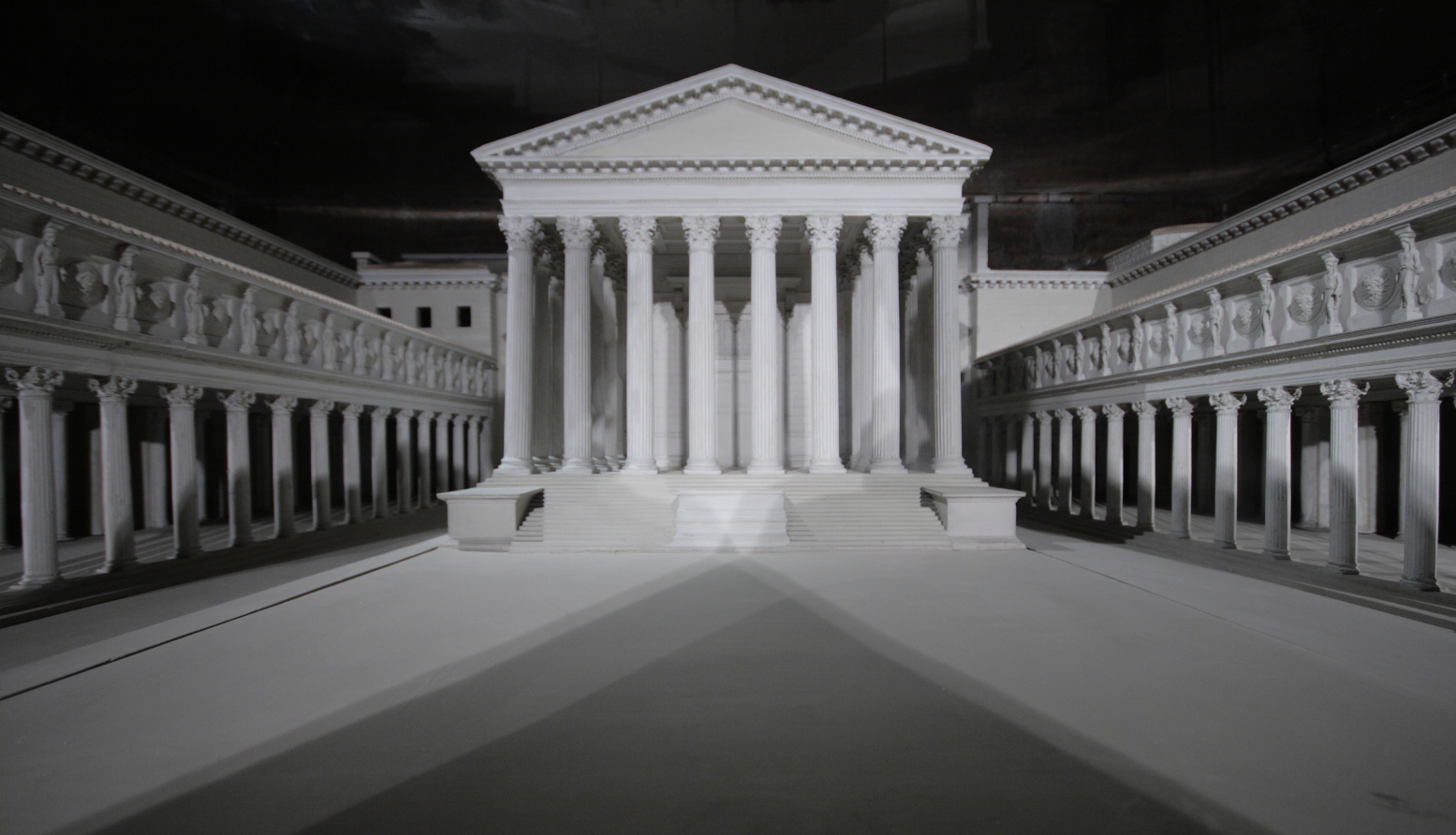
Model fora
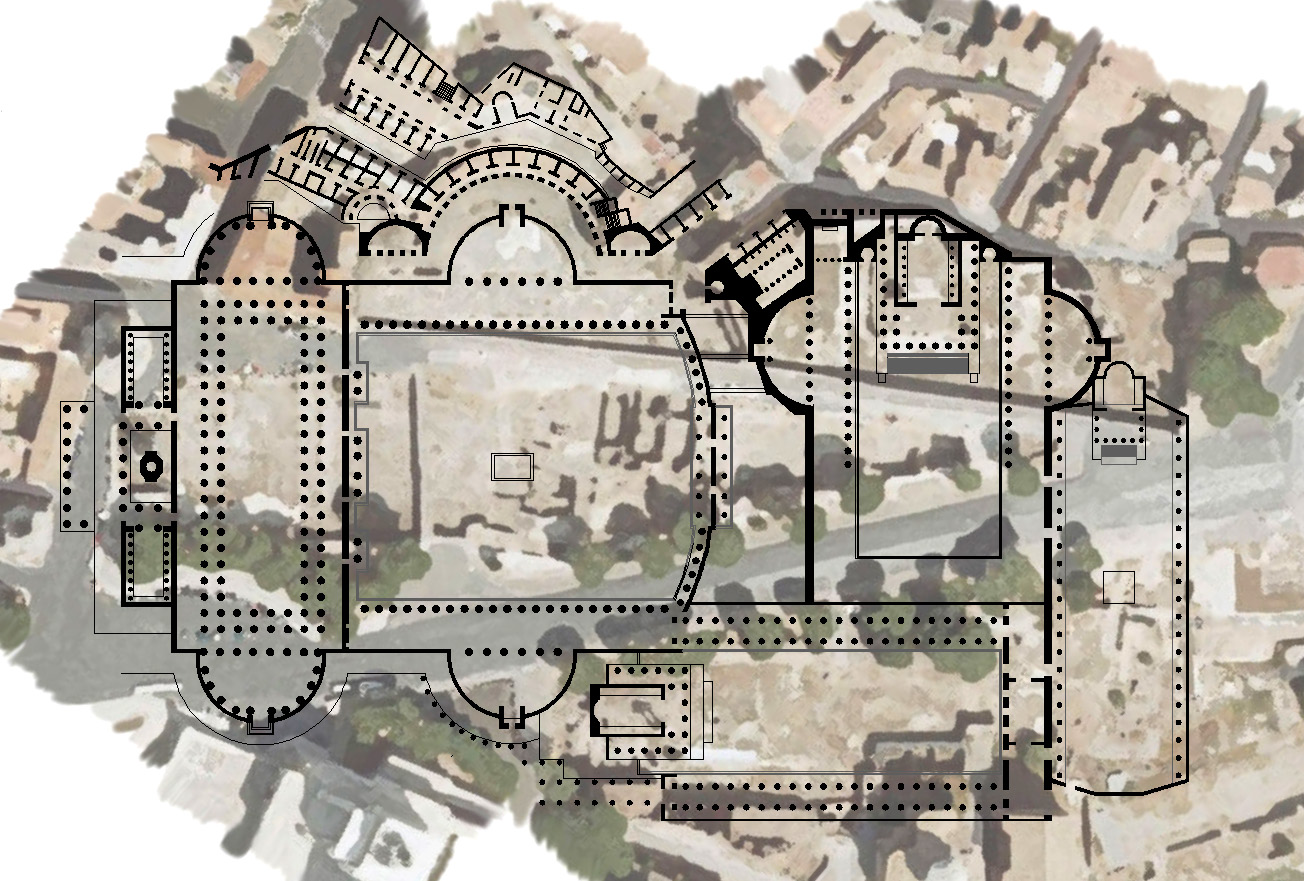
Superpozice do dnešní uliční sítě